# ديفيد هاريس (موظف)
ديفيد هاريس (بالإنجليزية: David Harris)‏ هو موظف ‏ أمريكي، ولد في 2 يونيو 1949 في نيويورك في الولايات المتحدة.